# Fernand Meunier
Ferdinand Anatole Meunier
Pour les articles homonymes, voir Meunier.
Ferdinand Anatole Meunier (né le 23 avril 1868 à Bruxelles ; mort le 13 février 1926  à Bonn ) est un entomologiste et paléontologue belge .

## Biographie
Fernand Meunier a travaillé comme assistant au Service géologique de Belgique et plus tard comme conservateur au Musée zoologique d'Anvers.
Il a décrit de nombreuses nouvelles espèces d'insectes de l'ambre de la Baltique ainsi que du gisement fossile connu aujourd'hui sous le nom de gisement fossile de Rott, qui est actuellement attribué chronostratigraphiquement à l'Oligocène supérieur (Chattien). En 1894, il évalue la collection Krantz à Bonn. Il a été professeur et entomologiste de Cologne Georg Statz et après le collectionneur de fossiles Heinrich Bauckhorn de Siegburg, qui a collectionné pendant des années à Rott et a travaillé comme contremaître royal à l'usine royale de projectiles de Wilhelmstraße,
Entre autres hommages, il nomma la guêpe parasite Polysphincta statzi (Meunier 1923) en l'honneur du professeur et entomologiste de Cologne Georg Statz, la fourmi Formica bauckhorni (Meunier, 1915), la mouche aux longues pattes Hercostomus bauckhorni (Meunier, 1915) et le termite Ulmeriella bauckhorni (Meunier, 1920) en l'honneur du collectionneur de fossiles Heinrich Bauckhorn de Siegburg, qui a collectionné pendant des années à Rott et a travaillé comme contremaître royal à l'usine royale de projectiles de Wilhelmstraße.
L'entomologiste et paléontologue autrichien Anton Handlirsch était très critique et dédaigneux de ses écrits initiaux et en 1889 a présenté sa vision des méthodes de travail de Meunier en détail et ouvertement. Il a mis en garde les éditeurs et les éditeurs de revues scientifiques contre l'inclusion des écrits de Meunier.
Fin 1918, Fernand Meunier doit quitter la Belgique à cause de sa germanophilie et s'installe à Bonn.
Il était membre de la Société scientifique de Bruxelles et depuis 1890 membre de la Société entomologique de France .
En Allemagne, les originaux des insectes fossiles décrits par Fernand Meunier se trouvent dans la collection originale de l'Institut fédéral des géosciences et des ressources naturelles de Berlin.
Sa collection d'insectes récents avec 13 boîtes d'hyménoptères et 91 boîtes de diptères est passée de la succession de sa veuve en 1932/33, d'abord à l'Association d'histoire naturelle de la Rhénanie prussienne et de la Westphalie à Bonn et en 1936 à l'Institut zoologique de l'Université de Bonn. La collection d'insectes a été détruite lors du bombardement de Bonn en 1945.

## Hommages
Georg Statz a nommé la mouche caddis Phryganea meunieri (Statz 1936) en son honneur en 1936.
Nicolas Théobald a nommé un hétéroptère fossile Cydnus meunieri (Théobald 1937) et un hyménoptère apocrite fossile Alysia meunieri (Théobald 1937) en son honneur en 1937.
Sinon pour les espèces concernées, consulter la liste générée automatiquement.

## Publications
: document utilisé comme source pour la rédaction de cet article.
- Observations sur quelques insectes fossiles du Musée de Munich. In: Bulletin de la Société Scientifique de Bruxelles, 22, 1898, S. 1–2
- Nuevas contribuciones a la fauna de los Himenópteros fósiles. In: Memorias de la Real Academia de Ciencias y Artes, 4 (34), Barcelona 1903, S. 4–12
- Monographie des Cecidomyidae, des Sciaridae, des Mycetophilidae et des Chironomidae de l'ambre de la Baltique. Bruxelles 1904 (Digitalisat)
- Un Odonatoptere du Rhetien (Lias inferieur) de Fort-Mouchard, pres des Arcures (Jura). In: Bulletin du Muséum national d'histoire naturelle, 1907 S. 521–523 (Digitalisat)
- Sur quelques diptères (Muscinae, Ortalinae, Helomyzinae) du copal Récent de Zanzibar. In: Annales de la Société scientifique de Bruxelles, 32, 1908, S. 252–256 (Digitalisat)
- Un Coniopterygidae du copal de récent de Madagascar [Nevr.]. In: Bulletin de la Société entomologique de France. 1910, S. 164–166 (Digitalisat)
- Nouvelles recherches sur quelques insectes du terrain houiller de Commentry (Allier) (deuxième partie). Paris 1912 (Digitalisat)
- Nouvelles recherches sur quelques insectes du Sannoisien d’Aix-en-Provence. In: Bulletin de la Société Géologique de France, 4, 14, 1914, S. 187–198
- Über einige fossile Insekten aus den Braunkohlenschichten (Aquitanien) von Rott (Siebengebirge). In: Zeitschrift der Deutschen Geologischen Gesellschaft, 67, 1915, S. 205–217 (Digitalisat)
- Sur quelques insectes de l'Aquitainien de Rott, Sept Montagnes (Prusse rhénane). Verhandelingen der Koninklijke Akademie van Wetenschappen te Amsterdam, Tweede Sect. 20, 1917, S. 3–17
- Sur quelques insectes de l’Aquitanien de Rott (Sept-Monts, Rhénanie). In: Verhandelingen der Koninklijke Academie van Wetenschappen, 2, 20, Amsterdam 1917, S. 82–87
- Über einige Mycetophiliden und Tipuliden des Bernsteins nebst Beschreibung der Gattung Palaeotanypeza (Tanypezinae) derselben Formation. In: Neues Jahrbuch für Mineralogie, Geognosie, Geologie und Petrefaktenkunde, Stuttgart 1917, S. 73–106 (Digitalisat)
- Neue Beiträge über die fossilen Insekten aus der Braunkohle von Rott (Aquitanien) im Siebengebirge (Rheinpreußen). In: Jahrbuch der Preußischen Geologischen Landesanstalt, 39, 1919, S. 141–153
- Quelques insectes de l'Aquitanien de Rott, Sept-Monts (Prusse rhénane). In: Verslagen der Koninklijke Akademie van Wetenschappen te Amsterdam 22, Amsterdam 1920, S. 727–737 und 891–898
- Die Insektenreste aus dem Lutetien von Messel bei Darmstadt. In: Abhandlungen der Hessischen Geologischen Landesanstalt zu Darmstadt, 7, 3, Darmstadt 1921
- Sur quelques nouveaux insectes des lignites oligocènes (Aquitanien) de Rott, Siebengebirge (Rhénanie). Proc. Sect. Sci. K. Akad. Wet. Amst. 26, 1923, S. 605–612 (Digitalisat)